# Гримуча (притока Євсуга)
Гриму́ча (також Кремуча) — річка в Україні, права притока Євсуга. Довжина річки 17 км, площа водозбірного басейну 88,4 км², похил 2,6 м/км.

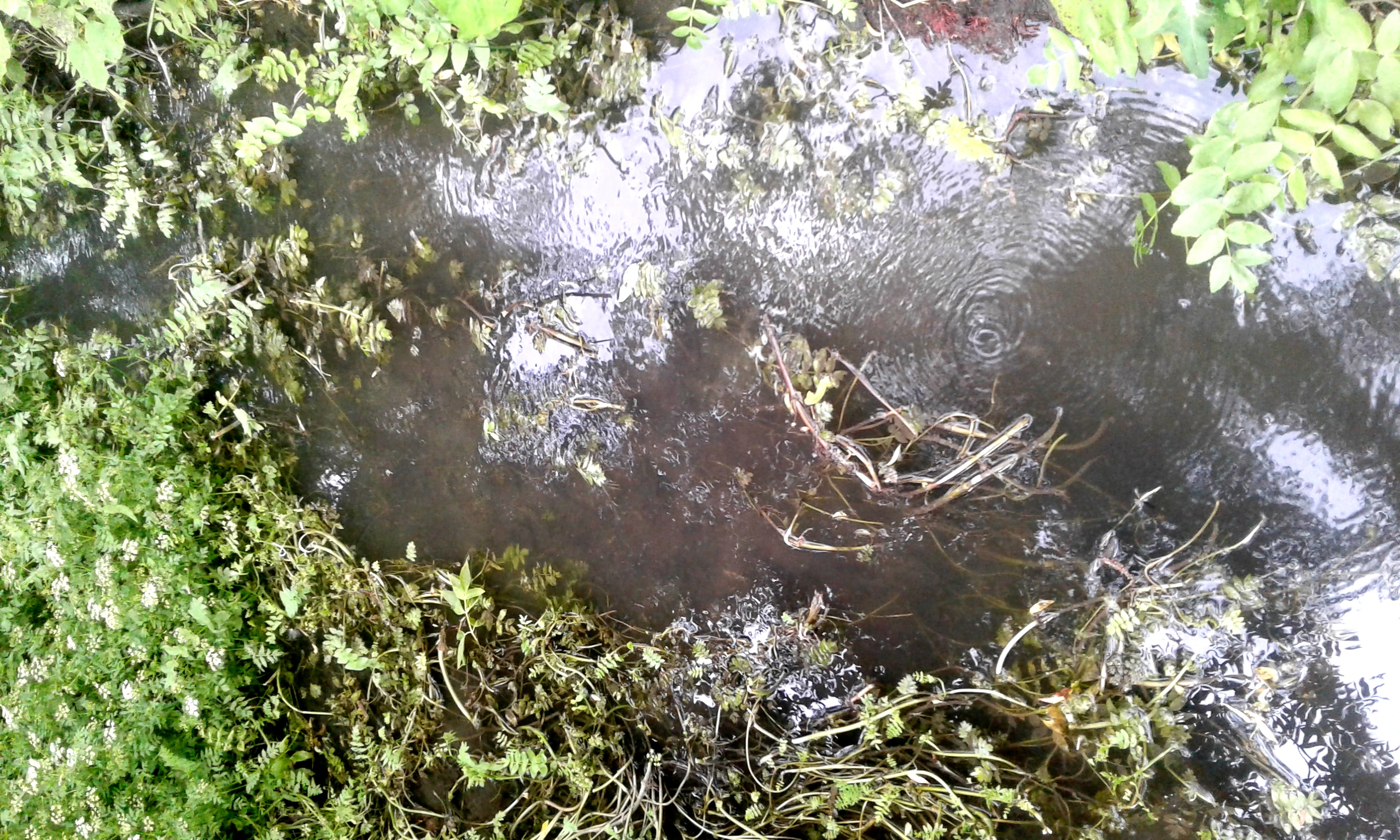
Шпотинське джерело

Витік річки розташований неподалік села Оріхове Старобільського району. Напрям течії на південь, русло слабозвивесте. Між селами Оріхове та Шпотине на річці споруджені три водосховища. По течії за селом Тецьке на річці ще одне водосховище. У селі Колядівка впадає до Євсуга.